# Jessica (singel)
JESSICA – trzynasty singel zespołu Dir En Grey wydany w 2001 roku. Dwa pierwsze utwory znalazły się na albumie Kisou.

## Lista utworów
Autorem tekstów jest Kyo. Muzykę do tytułowego utworu skomponował Kaoru, zaś do drugiego - Die.
1. JESSICA (4:14)
2. 24 Cylinders (24個シリンダー) (6:12)
3. 24 Cylinders ~GRENADE LUNCH MIX~16 Ticket Remix (24個シリンダー ~GRENADE LUNCH MIX~16 キップリミックス) (remix by Kyo & Shinya) (7:38)
4. JESSICA (Demo Version) (4:07)